# Sigurd Langberg
Sigurd Bengt Langberg (* 29. Oktober 1897 in Kopenhagen; † 8. Juli 1954 ebenda) war ein dänischer Schauspieler.

## Leben
Sigurd Langberg wuchs als Sohn des Maurers Peter Martin Langberg (1854–1929) und dessen Frau Berta Hägglund (1860–1920) in Kopenhagen auf.
Nach seinem Schulabschluss absolvierte er von 1914 bis 1917 seine Schauspielausbildung an der Eleveskole des Königlichen Theaters Kopenhagen, wo er auch sein Bühnendebüt als Darsteller hatte. Von 1917 bis 1933 war er am Det Ny-Theater und von 1938 bis 1951 war er am Folketeatret als festes Ensemblemitglied engagiert. Als Bühnendarsteller wirkte er in zahlreichen Theaterstücken, Musicals, Kabarett-Programmen und in Varieté-Shows mit, so unter anderem auch am Odense Teater, am Aarhus Teater, am Betty-Nansen-Theater oder am Theater Helsingør.
Langberg wirkte als Schauspieler vor der Kamera von 1922 bis 1954 in mehr als 70 Film-und-Fernsehproduktionen mit. Zu Beginn seiner Karriere spielte er noch Rollen in sieben Stummfilmen, darunter in einem der zahlreichen Pat-und-Patachon-Filme oder in Der tanzende Tor. Eine seiner letzten Rollen spielte er im Jahr 1953 im ersten Teil der insgesamt achtteiligen Filmreihe Vater hoch vier als Direktor Andersen. Gelegentlich war er auch als Synchronsprecher für Zeichentrickfilme aktiv, wie beispielsweise für Pinocchio, Cinderella, Alice im Wunderland oder Peter Pan.

## Persönliches
Sigurd Langberg war in erster Ehe von 1925 bis 1928 mit Karin Dichmann (1904–1945) verheiratet. Die Ehe blieb kinderlos. In zweiter Ehe war er ab dem 10. August 1929 bis zu seinem Tod mit der Theaterschauspielerin Karna Løwenstein-Jensen (1902–1992) verheiratet. Aus dieser Ehe gingen zwei Söhne hervor, Ebbe Langberg und Jesper Langberg, die beide später ebenfalls den Schauspielberuf ergriffen. Langberg starb am 8. Juli 1954 im Alter von 56 Jahren. Seine Grabstätte befindet sich auf dem Solbjerg-Parkfriedhof in Frederiksberg.

## Filmografie (Auswahl)
- 1922: Er, Sie und Hamlet
- 1924: Pat und Patachon als Müller
- 1925: Der Sherlock Holmes von Kopenhagen
- 1926: Der tanzende Tor
- 1931: Knall und Fall
- 1937: Mille, Marie und ich
- 1938: Alarm
- 1940: So ein Mädel vergisst man nicht
- 1940: Familie Olsen
- 1941: Peter Andersen
- 1941: Rund um die Liebe
- 1942: Forellen
- 1943: Kriminalassistent Bloch
- 1945: Wikinger
- 1948: Drei Jahre später
- 1951: Dorte
- 1953: Vater hoch vier (Filmreihe)